# Афроджек
Нік ван де Волл (нід. Nick van de Wall), більш відомий як Афроджек — суринамський музичний продюсер та діджей. Він посідав 19-е місце на DJ MAG's TOP 100 DJs 2010. Це був один з найвищих підйомів в 2010 році, після Dash Berlin. У грудні 2010 року Афроджек оголосив на своєму офіційному сайті про випуск альбому Lost & Found. Альбом вийшов 22 грудня 2010 року.